# MTV Europe Music Awards
MTV Europe Music Awards etablerades 1994 av MTV Europe för att belöna de mest populära musikvideorna i Europa. 
Ursprungligen var galan tänkt som en europeisk motsvarighet till amerikanska MTV:s MTV Video Music Awards, men har på senare tid kommit att bli tittarnas videogala eftersom de flesta priserna röstas fram av publiken. 
MTV Europe Music Awards arrangeras i olika europeiska städer varje år. Galan sänds direkt i MTV Europe, MTV och flertalet av övriga internationella MTV-kanaler.
MTV Europe Music Awards har kritiserats för att fokusera för mycket på den amerikanska publikens preferenser och för att ha tappat kontakten med vad som är populärt i exempelvis Kontinentaleuropa. Galans popularitet har minskat under senare år, bland annat som en konsekvens av att ett avsevärt mindre antal amerikanska produktioner når europeiska topplistor medan de fortfarande tillåts dominera galan. Organisatörerna för den 12:e MTV Europe Music Awards 2005 som hölls 3 november i Lissabon uttryckte en önskan att förändra detta och låta galan återfå sin europeiska touch.
MTV Europe Music Awards arrangerades i Stockholm 16 november 2000 i Globen. 12 000 personer såg galan på plats och närmare en miljard bedöms ha haft möjlighet att se galan på TV. De ekonomiska inflödet till Stockholm från hotellboende m.m. bedöms ha uppgått till närmare 30 miljoner kronor.

## Värdstäder för MTV Europe Music Awards
- 1994 - Berlin (Värd: Tom Jones)
- 1995 - Paris (Värd: Jean Paul Gaultier)
- 1996 - London (Värd: Robbie Williams)
- 1997 - Rotterdam (Värd: Ronan Keating)
- 1998 - Milano (Värd: Jenny McCarthy)
- 1999 - Dublin (Värd: Ronan Keating)
- 2000 - Stockholm (Värd: Wyclef Jean)
- 2001 - Frankfurt (Värd: Sacha Baron Cohen, som Ali G)
- 2002 - Barcelona (Värd: Sean "Diddy" Combs)
- 2003 - Edinburgh (Värd: Christina Aguilera)
- 2004 - Rom (Värd: Xzibit)
- 2005 - Lissabon (Värd: Sacha Baron Cohen, som Borat Sagdijev)
- 2006 - Köpenhamn (Värd: Justin Timberlake)
- 2007 - München (Värd: Snoop Dogg)
- 2008 - Liverpool (Värd: Katy Perry)
- 2009 - Berlin (Värd: Katy Perry)
- 2010 - Madrid (Värd: Eva Longoria)
- 2011 - Belfast (Värd: Selena Gomez)
- 2012 - Frankfurt (Värd: Heidi Klum)
- 2013 - Amsterdam (Värd: Redfoo)
- 2014 - Glasgow (Värd: Nicki Minaj)
- 2015 - Milano (Värd: Ed Sheeran)
- 2016 - Rotterdam (Värd: Bebe Rexha)
- 2017 - London (Värd: Rita Ora)
- 2018 - Bilbao (Värd: Hailee Steinfeld)
- 2019 - Sevilla (Värd: Becky G)
- 2020 - London (Värd: Little Mix)
- 2021 - Budapest (Värd: Saweetie)
- 2022 - Düsseldorf (Värdar: Taika Waititi, Rita Ora)
- 2023 - Annullerad
- 2024 - Manchester (Värd: Rita Ora)

## Vinnare

### 1994
- Bästa manliga artist: Bryan Adams
- Bästa kvinnliga artist: Mariah Carey
- Bästa grupp: Take That
- Bästa rock: Aerosmith
- Bästa dansmusik: The Prodigy
- Bästa låt: Youssou N'Dour & Neneh Cherry "7 Seconds"
- Bästa regissör: Mark Pellington - Whale's "Hobo Humpin' Slobo Babe"
- Bästa coverlåt: Gun "Word Up"
- Bästa nykomling: Crash Test Dummies
- Free Your Mind: Amnesty International

### 1995
- Bästa manliga artist: Michael Jackson
- Bästa kvinnliga artist: Björk
- Bästa grupp: U2
- Bästa rock: Bon Jovi
- Bästa dansmusik: East 17
- Bästa livespelning: Take That
- Bästa låt: The Cranberries "Zombie"
- Bästa regissör: Michel Gondry - Massive Attack's "Protection"
- Bästa nykomling: Dog Eat Dog
- Free Your Mind: Greenpeace

### 1996
- Bästa manliga artist: George Michael
- Bästa kvinnliga artist: Alanis Morissette
- Bästa grupp: Oasis
- Bästa rock: The Smashing Pumpkins
- Bästa dansmusik: The Prodigy
- Bästa låt: Oasis "Wonderwall"
- MTV Amour: Backstreet Boys "Get Down"
- Bästa nykomling: Garbage
- Free Your Mind: The Buddies & Carers of Europe

### 1997
- Bästa manliga artist: Jon Bon Jovi
- Bästa kvinnliga artist: Janet Jackson
- Bästa grupp: Spice Girls
- Bästa rock: Oasis
- Bästa R&B: Blackstreet
- Bästa rap: Will Smith
- Bästa alternativ: The Prodigy
- Bästa dansmusik: The Prodigy
- Bästa livespelning: U2
- Bästa låt: Hanson "MMMBop"
- MTV Select: Backstreet Boys - "As Long As you Love Me"
- Bästa nykomling: Hanson
- Free Your Mind: Landmine Survivors Network

### 1998
- Bästa manliga artist: Robbie Williams
- Bästa kvinnliga artist: Madonna
- Bästa grupp: Spice Girls
- Bästa pop: Spice Girls
- Bästa rock: Aerosmith
- Bästa rap: Beastie Boys
- Bästa dansmusik: Prodigy
- Bästa låt: Natalie Imbruglia "Torn"
- Bästa video: Massive Attack "Tear Drop"
- Bästa album: Madonna "Ray of Light"
- Bästa nykomling: All Saints
- Free Your Mind: B92 (oberoende serbisk radiostation)
- Bästa tyska artist/band: Thomas D & Franka Potente
- Bästa nordiska artist/band: Eagle Eye Cherry
- Bästa sydeuropeiska artist/band: Bluvertigo
- Bästa brittiska eller irländska artist/band: Five

### 1999
- Bästa manliga artist: Will Smith
- Bästa kvinnliga artist: Britney Spears
- Bästa grupp: Backstreet Boys
- Bästa pop: Britney Spears
- Bästa rock: The Offspring
- Bästa R&B: Whitney Houston
- Bästa hip hop: Eminem
- Bästa dansmusik: Fatboy Slim
- Bästa låt: Britney Spears "Baby One More Time"
- Bästa video: Blur "Coffee and TV"
- Bästa album: Boyzone "By Request"
- Bästa nykomling: Britney Spears
- Free Your Mind: Bono
- Bästa tyska artist/band: Xavier Naidoo
- Bästa brittiska eller irländska artist/band: Boyzone (Daily Edition)
- Bästa nordiska artist/band: Lene Marlin
- Bästa italienska artist/band: Elio e le Storie Tese

### 2000
- Bästa manliga artist: Ricky Martin
- Bästa kvinnliga artist: Madonna
- Bästa grupp: Backstreet Boys
- Bästa pop: All Saints
- Bästa rock: Red Hot Chili Peppers
- Bästa R&B: Jennifer Lopez
- Bästa hip hop: Eminem
- Bästa dansmusik: Madonna
- Bästa låt: Robbie Williams - "Rock DJ"
- Bästa video: Moby - "Natural Blues" (regissör: David La Chapelle)
- Bästa album: Eminem - "The Marshall Mathers LP"
- Bästa nya artist/band: Blink 182
- Free Your Mind Award: Otpor
- Bästa holländska artist/band: Kane
- Bästa franska artist/band: Modjo
- Bästa tyska artist/band: Guano Apes
- Bästa italienska artist/band: Subsonica
- Bästa nordiska artist/band: Bomfunk Mc's
- Bästa polska artist/band: Kazik
- Bästa spanska artist/band: Dover
- Bästa brittiska eller irländska artist/band: Westlife

### 2001
- Bästa manliga artist: Robbie Williams
- Bästa kvinnliga artist: Jennifer Lopez
- Bästa grupp: Limp Bizkit
- Bästa pop: Anastacia
- Bästa rock: Blink 182
- Bästa R&B: Craig David
- Bästa hip hop: Eminem
- Bästa dansmusik: Gorillaz
- The Web Award: Limp Bizkit "www.limpbizkit.com"
- Bästa låt: Gorillaz "Clint Eastwood"
- Bästa video: The Avalanches "Since I Left You" (regissör: Rob Legatt & Leigh Marling, Blue Source)
- Bästa album: Limp Bizkit "Chocolate Starfish And The Hot Dog Flavored Water"
- Bästa nya artist/band: Dido
- Free Your Mind: Treatment Action Campaign (TAC)
- Bästa holländska artist/band: Kane
- Bästa franska artist/band: Manu Chao
- Bästa tyska artist/band: Samy Deluxe
- Bästa italienska artist/band: Elisa
- Bästa nordiska artist/band: Safri Duo
- Bästa polska artist/band: Kasia Kowalska
- Bästa ryska artist/band: Alsou
- Bästa spanska artist/band: La Oreja de Van Gogh
- Bästa brittiska eller irländska artist/band: Craig David

### 2002
- Bästa manliga artist: Eminem
- Bästa kvinnliga artist: Jennifer Lopez
- Bästa grupp: Linkin Park
- Bästa pop: Kylie Minogue
- Bästa rock: Red Hot Chili Peppers
- Bästa Hard Rock: Linkin Park
- Bästa R&B: Alicia Keys
- Bästa Hip Hop: Eminem
- Bästa dansmusik: Kylie Minogue
- Bästa livespelning: Red Hot Chili Peppers
- The Web Award: Moby "www.moby.com"
- Bästa låt: Pink "Get the Party Started"
- Bästa video: Röyksopp "Remind Me"
- Bästa album: Eminem "The Eminem Show"
- Bästa nya artist/band: The Calling
- Free Your Mind: Footballers Against Racism in Europe (Fare)
- Bästa holländska artist/band: Brainpower
- Bästa franska artist/band: Indochine
- Bästa tyska artist/band: Xavier Naidoo
- Bästa italienska artist/band: Subsonica
- Bästa nordiska artist/band: Kent
- Bästa polska artist/band: Myslovitz
- Bästa portugisiska artist/band: Blind Zero
- Bästa rumänska artist/band: Animal X
- Bästa ryska artist/band: Diskoteka Avariya
- Bästa spanska artist/band: Amaral
- Bästa brittiska eller irländska artist/band: Coldplay

### 2003
- Bästa manliga artist: Justin Timberlake
- Bästa kvinnliga artist: Christina Aguilera
- Bästa grupp: Coldplay
- Bästa pop: Justin Timberlake
- Bästa rock: The White Stripes
- Bästa R&B: Beyoncé
- Bästa hip hop: Eminem
- Bästa dansmusik: Panjabi MC
- The Web Award: Goldfrapp "www.goldfrapp.co.uk"
- Bästa låt: Beyoncé featuring Jay-Z "Crazy In Love"
- Bästa video: Sigur Rós "Untitled 1"
- Bästa album: Justin Timberlake "Justified"
- Bästa nya artist/band: Sean Paul
- Free Your Mind: Aung San Suu Kyi (Politics)
- Bästa holländska artist/band: Tiesto
- Bästa franska artist/band: KYO
- Bästa tyska artist/band: Die Ärzte
- Bästa italienska artist/band: Gemelli Diversi
- Bästa nordiska artist/band: The Rasmus
- Bästa polska artist/band: Myslovitz
- Bästa portugisiska artist/band: Blind Zero
- Bästa rumänska artist/band: AB4
- Bästa ryska artist/band: Glucoza
- Bästa spanska artist/band: El Canto del Loco
- Bästa artist/band MTV2 - Storbritannien & Irland: The Darkness

### 2004
- Bästa manliga artist: Usher
- Bästa kvinnliga artist: Britney Spears
- Bästa grupp: Outkast
- Bästa pop: Black Eyed Peas
- Bästa rock: Linkin Park
- Bästa R&B: Alicia Keys
- Bästa Hip Hop: D12
- Bästa Alternative: Muse
- Bästa låt: Outkast "Hey Ya!"
- Bästa video: Outkast "Hey Ya!"
- Bästa album: Usher "Confessions"
- Bästa New Act: Maroon 5
- Free Your Mind: La Strada
- Bästa holländska eller belgiska artist/band: Kane
- Bästa franska artist/band: Jenifer
- Bästa tyska artist/band: Beatsteaks
- Bästa italienska artist/band: Tiziano Ferro
- Bästa nordiska artist/band: The Hives
- Bästa polska artist/band: Sistars
- Bästa portugisiska artist/band: Da Weasel
- Bästa rumänska artist/band: Ombladon featuring Raku
- Bästa ryska artist/band: Zveri
- Bästa spanska artist/band: Enrique Bunbury
- Bästa artist/band MTV2 - Storbritannien & Irland: Muse

### 2005
- Bästa manliga artist: Robbie Williams
- Bästa kvinnliga artist: Shakira
- Bästa grupp: Gorillaz
- Bästa pop: Black Eyed Peas
- Bästa rock: Green Day
- Bästa R&B: Alicia Keys
- Bästa hip-hop: Snoop Dogg
- Bästa alternativ: System of a Down
- Bästa låt: Coldplay "Speed of Sound"
- Bästa video: The Chemical Brothers "Believe"
- Bästa album: Green Day "American Idiot"
- Bästa nya artist/band: James Blunt
- Free Your Mind: Bob Geldof
- Bästa artist/band - MTV Adria: Siddharta
- Bästa afrikanska artist/band: 2 face Idibia
- Bästa danska artist/band: Mew
- Bästa holländska eller belgiska artist/band: Anouk
- Bästa finska artist/band: The Rasmus
- Bästa franska artist/band: Superbus
- Bästa tyska artist/band: Rammstein
- Bästa italienska artist/band: Negramaro
- Bästa norska artist/band: Turbonegro
- Bästa polska artist/band: Sistars
- Bästa portugisiska artist/band: The Gift
- Bästa spanska artist/band: El Canto del Loco
- Bästa svenska artist/band: Moneybrother
- Bästa rumänska artist/band: Voltaj
- Bästa ryska artist/band: Dima Bilan
- Bästa brittiska eller irländska artist/band: Coldplay

### 2006
- Bästa polska artist/band: Blog 27

### 2007
- Bästa Svenska Band/Artist: Neverstore
- Inter Act: Tokio Hotel
- Bästa Band: Linkin Park
- Rock Out: 30 Seconds to Mars
- Album of the Year: Nelly Furtado - Loose
- Free Your Mind: Anton Abele
- Solo Of 2007: Avril Lavigne
- Most Addictive Track: Avril Lavigne

### 2008
- Most Addictive Track: Pink
- Headliner: Tokio Hotel
- Rock out: 30 Seconds to Mars
- Album Of The Year: Britney Spears
- New Act: Katy Perry
- Video Star: 30 Seconds to Mars
- Best Act Ever: Rick Astley
- Ultimate Urban: Kanye West
- Artists Choice: Lil Wayne
- Act Of 2008: Britney Spears
- Europe's Favoritt Act: Emre Aydin
- Best Swedish Act: Neverstore

### 2009
- Best Male: Eminem
- Best Female: Beyoncé
- Best Group: Tokio Hotel
- Best Video: Beyoncé - Single Ladies (Put a Ring on It)
- Best Song: Beyoncé – Halo
- Best Rock: Green Day
- Best New Act: Lady Gaga
- Best Live Act: U2
- Best Alternative: Placebo
- MTV Push Artist: Pixie Lott
- Best World Stage Performer: Linkin Park
- Best European Act: maNga

### 2010
- Best Male: Justin Bieber
- Best Female: Lady Gaga
- Best Video: Katy Perry (featuring Snoop Dogg) — California Gurls
- Best Song: Lady Gaga — Bad Romance
- Best Rock: 30 Seconds to Mars
- Best Pop: Lady Gaga
- Best Hiphop: Eminem
- Best New Act: Kesha
- Best Live Act: Linkin Park
- Best Alternative: Paramore
- Best Push Act: Justin Bieber
- Best World Stage Performer: Tokio Hotel
- Best European Act: Marco Mengoni
- Free Your Mind: Shakira

### 2011
- Bästa låt: Lady Gaga - "Born This Way"
- Bästa musikvideo: Lady Gaga - "Born This Way"
- Bästa kvinnliga artist: Lady Gaga
- Bästa manliga artist: Justin Bieber
- Bästa nya artist/band: Bruno Mars
- Bästa pop: Justin Bieber
- Bästa rock: Linkin Park
- Bästa alternativ: 30 Seconds to Mars
- Bästa hip-hop: Eminem
- Bästa live: Katy Perry

### 2012
- Bästa låt: Carly Rae Jepsen - "Call Me Maybe"
- Bästa musikvideo : Psy - "Gangnam Style"
- Bästa kvinnliga artist: Taylor Swift
- Bästa manliga artist: Justin Bieber
- Bästa nya artist/band: One Direction
- Bästa pop: Justin Bieber
- Bästa elektroniskt: David Guetta
- Bästa rock: Linkin Park
- Bästa alternativ: Lana Del Rey
- Bästa hip-hop: Nicki Minaj
- Bästa live: Taylor Swift

### 2013
- Bästa låt: Bruno Mars - "Locked Out of Heaven"
- Bästa musikvideo: Miley Cyrus - "Wrecking Ball"
- Bästa kvinnliga artist: Katy Perry
- Bästa manliga artist: Justin Bieber
- Bästa nya artist/band: Macklemore & Ryan Lewis
- Bästa pop: One Direction
- Bästa elektroniskt: Avicii
- Bästa rock: Green Day
- Bästa alternativ: 30 Seconds to Mars
- Bästa hip-hop: Eminem
- Bästa live: Beyoncé

### 2014
- Bästa låt: Ariana Grande (feat. Iggy Azalea) - "Problem"
- Bästa musikvideo: Katy Perry (feat. Juicy J) - "Dark Horse"
- Bästa kvinnliga artist: Ariana Grande
- Bästa manliga artist: Justin Bieber
- Bästa nya artist/band: 5 Seconds of Summer
- Bästa pop: One Direction
- Bästa elektroniskt: Calvin Harris
- Bästa rock: Linkin Park
- Bästa alternativ: 30 Seconds to Mars
- Bästa hip-hop: Nicki Minaj
- Bästa live: One Direction

### 2015
- Bästa låt: Taylor Swift (feat. Kendrick Lamar) - "Bad Blood"
- Bästa musikvideo: Macklemore & Ryan Lewis - "Downtown"
- Bästa kvinnliga artist: Rihanna
- Bästa manliga artist: Justin Bieber
- Bästa nya artist/band: Shawn Mendes
- Bästa pop: One Direction
- Bästa elektroniskt: Martin Garrix
- Bästa rock: Coldplay
- Bästa alternativ: Lana Del Rey
- Bästa hip-hop: Nicki Minaj
- Bästa live: Ed Sheeran